# 瑪麗埃塔 (紐約州)
瑪麗埃塔（英語：Marietta）是位於美國紐約州奧農達加縣的非建制地區。

## 歷史
瑪麗埃塔的郵局自1832年營運至今。

## 地理
瑪麗埃塔所處的海拔為高於海平面243米（即797英呎），而該地所採用的時區為UTC-5，即北美东部时区（EST）。同時該地設有夏令時間，為UTC-5調快一小時，即UTC-4（EDT）。